# هوارد ووكر
هوارد ووكر (بالإنجليزية: Howard Walker)‏ هو سياسي أمريكي، ولد في 10 ديسمبر 1954. حزبياً، نشط في الحزب الجمهوري. وقد انتخب عضو مجلس ولاية ميشيغان وانتخب عضو مجلس نواب ميشيغان ‏.